# シンメトリー/コワレモノ
「シンメトリー/コワレモノ」は、2014年2月19日発売されたTHE BACK HORNの22枚目のシングル。

## 解説
前作「バトルイマ」以来約5ヶ月ぶりのシングル。アルバム『暁のファンファーレ』の先行シングルである。
バンド初の両A面シングルである。また、カップリングには松任谷由実の「春よ、来い」のカバー楽曲が収録されている。
限定版には「シンメトリー」「コワレモノ」のMVを収録したDVD付き。

## 収録曲
全編曲：THE BACK HORN
1. シンメトリー
作詞：菅波栄純、作曲：THE BACK HORN
2. コワレモノ
作詞：菅波栄純、作曲：THE BACK HORN
3. 春よ、来い
作詞・作曲：松任谷由実